# Convention sur les armes à sous-munitions
 (juillet 2023).
Si vous disposez d'ouvrages ou d'articles de référence ou si vous connaissez des sites web de qualité traitant du thème abordé ici, merci de compléter l'article en donnant les références utiles à sa vérifiabilité et en les liant à la section « Notes et références ».
Traité de Semipalatinsk (2006) Traité New Start de réduction des armes stratégiques (2010)
La Convention sur les armes à sous-munitions est un traité international humanitaire et de désarmement qui interdit totalement l'emploi, la production, le stockage et le transfert de cette catégorie d'armes et prévoit leur enlèvement et leur destruction. Le texte de la Convention a été adopté par 108 États le 30 mai 2008 à Dublin (Irlande) et a été signé par 94 États à Oslo les 3 et 4 décembre 2008. 
La Convention a été ouverte à la signature le 3 décembre 2008 à Oslo (Norvège) et « entrera en vigueur le premier jour du sixième mois suivant celui au cours duquel le trentième instrument de ratification, d’acceptation, d’approbation ou d’adhésion aura été déposé » (art.17 de la Convention).

## Dispositions de la Convention

### Définition de l'arme à sous-munitions
Selon l'article II de la Convention, « le terme arme à sous-munitions désigne une munition classique conçue pour disperser ou libérer des sous-munitions explosives dont chacune pèse moins de 20 kilogrammes, et comprend ces sous-munitions explosives ».
Cette définition permet d'englober toutes les armes à sous-munitions utilisées jusqu'à présent sur les champs de bataille. Seules certaines armes répondant à des normes très strictes « afin d'éviter les effets indiscriminés sur une zone et les risques posés les sous-munitions non explosées » (article 2, §2) sont autorisées par la Convention. C'est notamment le cas des Obus BONUS franco-suédoises et SMart allemandes.

### Principales obligations
Chaque État partie s'engage à :
- ne pas employer d’armes à sous-munitions ;
- ne pas mettre au point, produire, acquérir, stocker, conserver ou transférer, des armes à sous-munitions ;
- ne pas assister, encourager ou inciter quiconque à s’engager dans une activité interdite à un État partie en vertu de la Convention (article I) ;
- détruire les armes à sous-munitions en sa possession au plus tard 8 ans après l'entrée en vigueur de la Convention (article III) ;
- enlever et à détruire les restes d’armes à sous-munitions situés dans les zones contaminées par les armes à sous-munitions ou à veiller à leur enlèvement et à leur destruction (article IV) ;
- fournir une assistance aux victimes d'armes à sous-munitions dans les zones sous sa juridiction (article V) ;
- fournir une assistance aux autres États parties afin que ceux-ci se conforment aux dispositions de la Convention (article VI) ;
- prendre toutes les mesures législatives nécessaires afin de mettre en œuvre la Convention (article IX).

## Adhésion à la Convention
La Convention a été ouverte à la signature le 3 décembre 2008. À la date du 30 mai 2018, elle compte 103 États parties et 108 États signataires.
La Convention « entrera en vigueur le premier jour du sixième mois suivant celui au cours duquel le trentième instrument de ratification, d’acceptation, d’approbation ou d’adhésion aura été déposé » (art.17 de la Convention) c'est-à-dire après la ratification du Danemark, le 1er août 2010.

## Processus

États soutenant la Déclaration de Wellington.

États ayant ratifié la convention (en violet) et États seulement signataires (en bleu).

À la fin 2006, constatant l'impossibilité de parvenir à un accord international sur la question des armes à sous-munitions (notamment dans le cadre du Protocole V de la Convention sur certaines armes classiques), la Norvège a officiellement appelé les États désireux d'avancer à se rencontrer afin d'aboutir en 2008 à un traité international interdisant ces armes.
Le processus menant à la Convention sur les armes à sous-munitions, communément appelé Processus d'Oslo, a pris alors forme les 22 et 23 février 2007 à Oslo. Ces jours-là, 46 États ont publié la Déclaration d'Oslo en vertu de laquelle ils s'engagent à « conclure d'ici à 2008 un traité international - légalement contraignant - prévoyant l'interdiction de l'utilisation, de la production, du transfert et du stockage des bombes à sous-munitions, qui causent des souffrances inacceptables aux civils ».
Par la suite, ces États se sont rencontrés à Lima (Pérou) en mai 2007 et à Vienne (Autriche) en décembre de la même année. Le 22 février 2008, les États participants se sont mis d'accord sur la Déclaration de Wellington qui précise les principes qui devront se retrouver dans le texte de la future Convention.
Le texte final de la Convention a été discuté et accepté par les délégations de 109 États réunis à Dublin à la fin du mois de mai 2008 ; il a été ouvert à la signature le 3 décembre suivant. La Convention entrera en vigueur « le premier jour du sixième mois suivant celui au cours duquel le trentième instrument de ratification, d’acceptation, d’approbation ou d’adhésion aura été déposé » (article XVII).
En novembre 2008, avant la Conférence de signature du 3 décembre à Oslo, le Parlement européen a adopté une résolution appelant tous les gouvernements de l'Union européenne à signer et ratifier la Convention, puisque plusieurs pays de l'Union n'avaient toujours pas exprimé leur intention à ce propos, alors que la Finlande avait, elle, déjà affirmé qu'elle ne deviendrait pas membre de cette Convention.

## Coût du démantèlement
Si pour d'autres déchets militaires, le prix des métaux ou la revente d'explosif peut rentabiliser le démantèlement, ce n'est pas le cas pour les munitions complexes. La France, qui ne dispose pas d'installation de démantèlement et envisage de faire effectuer ce travail en Allemagne, estimait en 2008 que « selon la complexité des engins, les coûts constatés de démantèlement varient de 1 000 et 5 000 € la tonne ».

## États qui ont utilisé des armes à sous-munitions
Au moins 14 États ont utilisé des armes à sous-munitions depuis la fin de la Seconde Guerre mondiale. Tous ces pays détiennent en 2008 des stocks d'armes de ce type.
Parmi ces États, deux n'existent plus :
- Union soviétique (dont le successeur légal est la Russie)
- Yougoslavie (dont le successeur légal est la Serbie)

Les 7 États suivants ont utilisé des armes à sous-munitions et n'ont pas souscrit à la Déclaration de Wellington :
| - Arabie saoudite - Érythrée - États-Unis | - Éthiopie - Israël - Russie | - Thaïlande |  |

Les 7 États suivants ont utilisé des armes à sous-munitions et ont souscrit à la Déclaration de Wellington :
| - France - Maroc - Nigeria - Pays-Bas | - Royaume-Uni - Soudan - Tadjikistan |  |

## États qui ont produit des armes à sous-munitions
Au mois 28 États ont produit des armes à sous-munitions depuis la fin de la Seconde Guerre mondiale. Tous ces pays détiennent encore des stocks de ces armes.
Les 17 États suivants ont produit des armes à sous-munitions et n'ont pas souscrit à la Déclaration de Wellington :
| - Brésil - Chine - Corée du Nord - Corée du Sud - Égypte | - États-Unis - Grèce - Inde - Irak - Iran | - Israël - Pakistan - Pologne - Roumanie - Russie | - Singapour - Turquie |  |

Les 11 États suivants ont produit des armes à sous-munitions et ont souscrit à la Déclaration de Wellington :
| - Afrique du Sud - Allemagne - Bulgarie - Espagne - France - Italie | - Japon - Royaume-Uni - Slovaquie - Serbie - Suède |  |

## États qui détiennent des stocks de sous-munitions
Outre les 36 États cités plus haut, au moins 75 États détiennent des stocks de sous-munitions.
Parmi ces 75 États, 38 n'ont pas souscrit à la Déclaration de Wellington :
| - Arabie saoudite - Azerbaïdjan - Biélorussie - Brésil - Chine - Corée du Nord - Corée du Sud - Cuba - Égypte - Émirats arabes unis | - Érythrée - États-Unis - Éthiopie - Géorgie - Grèce - Inde - Irak - Iran - Israël - Jordanie | - Kazakhstan - Libye - Mongolie - Oman - Pakistan - Pologne - Roumanie - Russie - Singapour - Sri Lanka | - Syrie - Thaïlande - Turquie - Turkménistan - Ukraine - Ouzbékistan - Yémen - Zimbabwe |

34 autres États détiennent des stocks de sous-munitions mais ont souscrit à la Déclaration de Wellington :
| - Afrique du Sud - Algérie - Allemagne - Angola - Autriche - Bahreïn - Bosnie-Herzégovine - Bulgarie - Chili - Croatie | - Danemark - Espagne - Finlande - France - Guinée - Guinée-Bissau - Hongrie - Indonésie - Italie - Japon | - Koweït - Maroc - Moldavie - Monténégro - Nigeria - Norvège - Ouganda - Pays-Bas - Pérou - Portugal | - Tchéquie - Royaume-Uni - Serbie - Slovaquie - Soudan - Suède |  |

## États qui ont participé à la réunion de Dublin
Les 111 États suivants ont souscrit à la Déclaration de Wellington et participé à la réunion de Dublin soutenant ainsi le projet de Convention :
| - Afrique du Sud - Albanie - Allemagne - Angola - Argentine - Australie - Autriche - Bahreïn - Belgique - Belize - Bénin - Bolivie - Bosnie-Herzégovine - Botswana - Brunei - Bulgarie - Burkina Faso - Burundi - Cambodge - Cameroun - Canada - Chili - Comores - République du Congo - Costa Rica - Côte d'Ivoire - Croatie - Danemark - Équateur | - Espagne - Estonie - Fidji - Finlande - France - Ghana - Guatemala - Guinée - Guinée-Bissau - Honduras - Hongrie - Îles Cook - Îles Marshall - Indonésie - Irlande - Islande - Italie - Jamaïque - Japon - Kenya - Kirghizistan - Laos - Lesotho - Liban - Liberia - Lituanie - Luxembourg - Macédoine - Madagascar | - Malaisie - Malawi - Mali - Malte - Maroc - Mauritanie - Mexique - Moldavie - Monténégro - Mozambique - Népal - Nicaragua - Niger - Nigeria - Norvège - Nouvelle-Zélande - Ouganda - Palaos - Panama - Papouasie-Nouvelle-Guinée - Paraguay - Pays-Bas - Pérou - Philippines - Portugal - Qatar - République démocratique du Congo - République dominicaine | - République tchèque - Royaume-Uni - Saint-Siège - Salvador - Samoa - Saint-Marin - Sao Tomé-et-Principe - Sénégal - Serbie - Seychelles - Sierra Leone - Slovaquie - Slovénie - Soudan - Suède - Suisse - Swaziland - Tanzanie - Tchad - Timor oriental - Togo - Uruguay - Vanuatu - Venezuela - Zambie |  |